# Signe Linderoth-Andersson
Signe Wilhelmina Linderoth-Andersson (i riksdagen kallad Linderoth-Andersson i Hjo), född 3 april 1909 i Silbodals församling i Värmlands län, död 14 maj 2000 i Hammarby församling i Stockholms län, var en svensk politiker (socialdemokrat).
Hon var apoteksbiträde på apoteket Kronan i Hjo, som drevs av hennes far. Hon var gift med snickaren Åke Andersson från Fridene.
Sedan kvinnor fick rösträtt hade kvinnorna som placerats på valbar plats varit få och endast en handfull kvinnor kommit in i riksdagen. Lokala kvinnoförbund började ställa krav på att kvinnor skulle sättas på valbar plats. S-kvinnorna kunde först inte enas om kandidat, och slöt därför upp bakom ungdomsförbundets rekommendation Signe Linderoth-Andersson. Hon placerades på tredje plats och vann när partiet gjorde ett bra val i Skaraborg.
Hon satt i Sveriges riksdags andra kammare från 1941 till 1944, invald 1940 som första kvinna från Skaraborgs läns valkrets. Hon hade två små barn under sin mandatperiod som riksdagsledamot, och fick ibland ta med sig dessa till riksdagsarbetet när hennes föräldrar, som bodde utanför Stockholm, inte kunde ta hand om dem. 
Hon tycks inte ha gjort sig märkbar under sin mandatperiod. Hon uppgav senare att hon var kritisk mot samlingsregeringens eftergiftspolitik mot Nazityskland under andra världskriget, specifikt permittenttrafiken.
Hon ställde inte upp för omval 1944. Efter sin tid i riksdagen flyttade hon till Upplands Väsby, där hon arbetade på apotek. Hon var engagerad i Svenska Freds- och Skiljedomsföreningen.